# Konzessioniertes Transportunternehmen
Der Begriff konzessioniertes Transportunternehmen (KTU) steht in der Schweiz für Unternehmen, die im öffentlichen Verkehr tätig sind oder die eine Eisenbahninfrastruktur betreiben. Die staatliche Aufsicht wird vom Bundesamt für Verkehr ausgeübt.
Für die regelmässige und gewerbsmässige Beförderung von Personen ist eine Konzession erforderlich. Die Personenbeförderungskonzession wird erteilt für Fahrten mit allen Landverkehrsmitteln, namentlich
- der Eisenbahn (einschliesslich Tram)
- dem Bus (Autobus und Trolleybus)
- dem Schiff
- der Seilbahn (seit 1. Januar 2007 einschliesslich Standseilbahnen, die bis dahin als Eisenbahnen galten)[2]

Seit der Bahnreform vom 1. Januar 1999 benötigen auch die ehemaligen Regiebetriebe des Bundes SBB und Postauto eine Konzession und gelten daher auch als konzessionierte Transportunternehmen.
Daneben gibt es eine separate Infrastrukturkonzession für den Bau und Betrieb einer öffentlichen Eisenbahninfrastruktur. Bis Ende 2009 benötigten die SBB für ihre Infrastruktur noch keine Konzession.